# 須藤訓任
須藤訓任（すとう のりひで、1955年-　）は、日本の哲学者。大阪大学教授。フリードリヒ・ニーチェ、ジークムント・フロイトを研究。

## 来歴
青森県弘前市出身。1978年京都大学文学部哲学科卒、1983年同大学院文学研究科博士後期課程研究指導認定退学。大谷大学専任講師、助教授、1999年教授、2004年10月大阪大学文学研究科教授。
2012年「ニーチェの歴史思想 物語・発生史・系譜学」で大阪大学文学博士。

## 著書
- 『ニーチェ <永劫回帰>という迷宮』講談社選書メチエ 1999
- 『ニーチェの歴史思想 物語・発生史・系譜学』大阪大学出版会 2011
- 『『存在と時間』第2篇評釈　本来性と時間性』岩波書店、2020

### 共著編
- 『自分ってなんだろう』和田秀樹,山本容子,三田誠広,C・W・ニコル共著 佼成出版社 子どもだって哲学 2007
- 『哲学の歴史 第9巻(19-20世紀) 反哲学と世紀末 マルクス・ニーチェ・フロイト』責任編集 中央公論新社 2007

### 翻訳
- ジャン・グラニエ『ニーチェ』白水社 文庫クセジュ 1995
- リチャード・ローティ『リベラル・ユートピアという希望』渡辺啓真共訳 岩波書店 2002
- 『フロイト全集 17(1919-1922年) 不気味なもの・快原理の彼岸・集団心理学』藤野寛共訳  責任編集　岩波書店 2006
- 『フロイト全集 12 トーテムとタブー 1912-13年』責任編集 門脇健共訳 岩波書店 2009
- 『フロイト全集 14 症例「狼男」 メタサイコロジー諸篇 1914-15年』新宮一成・本間直樹責任編集 伊藤正博,田村公江共訳 岩波書店 2010
- 『フロイト全集 15 1915-17年 精神分析入門講義』新宮一成,鷲田清一責任編集 高田珠樹・道籏泰三共訳 岩波書店 2012

## 論文
- <須藤訓任